# Zofia Gaca-Dąbrowska
Zofia Gaca-Dąbrowska (ur. 26 grudnia 1927 w Jaktorowie, zm. 20 grudnia 2021 we Wrocławiu) – polska filolog, bibliotekoznawczyni, specjalizująca się w historii bibliotek i informacji naukowo-technicznej, nauczyciel akademicki związany z Uniwersytetem Wrocławskim.

## Życiorys
Po ukończeniu szkoły średniej i pomyślnie zdanym egzaminie maturalnym, rozpoczęła studia na kierunku filologia polska na Uniwersytecie Mikołaja Kopernika w Toruniu, które ukończyła magisterium w 1951 roku. W latach 1950–1973 pracowała w bibliotekach naukowych, najpierw w poznańskiej Bibliotece Raczyńskich, potem Bibliotece Akademii Medycznej, a następnie we wrocławskiej Bibliotece Uniwersyteckiej. 
W 1973 roku podjęła pracę w Instytucie Bibliotekoznawstwa Uniwersytetu Wrocławskiego. W tym samym roku uzyskała stopień naukowy doktora nauk humanistycznych na podstawie pracy pt.: Teodor Wierzbowski (1853-1923). Studium bibliologiczne, a w 1983 roku doktora habilitowanego w zakresie nauki o książce i bibliotece na podstawie rozprawy pt.: Bibliotekarstwo II Rzeczypospolitej. Zarys problemów organizacyjnych i badawczych. W 1991 roku otrzymała stanowisko profesora nadzwyczajnego, a sześć lat później profesora zwyczajnego.
Jej zainteresowania naukowe skupiły się początkowo na teoretycznych i metodologicznych problemach nauki o bibliotece, a także na analizie badań nad dziejami bibliotek i bibliotekarstwa w XIX i XX wieku. W ostatnich latach zajęła się problematyką związaną z dziejami bibliotek polskich XX wieku oraz ich rolą w rozwoju nauki w Polsce i poza granicami kraju. Jest autorką ponad 80 rozpraw, wypromowała 168 magistrów i 4 doktorów.
Zofia Gaca-Dąbrowska w latach 1974–2006 była kierownikiem Zakładu Bibliotekoznawstwa (obecnie Zakład Bibliotekoznawstwa i Informacji Naukowej). W latach 1985–1989 była członkiem Komisji Egzaminacyjnej dla Bibliotekarzy i Dokumentalistów Dyplomowanych przy Ministerstwie Edukacji Narodowej, a następnie w latach 1992–1995 była członkiem Rady Naukowej Biblioteki Zakładu Narodowego im. Ossolińskich we Wrocławiu i od 1983 roku Rady Naukowej Biblioteki Głównej Uniwersytetu Wrocławskiego. W 1985 roku została członkiem Wrocławskiego Towarzystwa Naukowego, pełniąc w nim w latach 1992–1995 funkcję przewodniczącej Komisji Bibliologii i Bibliotekoznawstwa. Była też członkiem komitetu redakcyjnego czasopism "Studia o książce" oraz "Polish Libraries Today" i serii "Nauka-Dydaktyka-Praktyka" wydawanej wspólnie przez Stowarzyszenie Bibliotekarzy Polskich i dawniej Instytut Bibliotekoznawstwa i Informacji Naukowej Uniwersytetu Warszawskiego, obecnie Wydział Dziennikarstwa, Informacji i Bibliologii UW. 

## Wybrane publikacje
- Bibliotekarstwo. Przewodnik metodyczny do nauki przedmiotu dla studentów Zaocznego Studium Bibliotekoznawstwa, wyd. UWr, Wrocław 1976.
- Bibliotekarstwo. Materiały pomocnicze do nauki przedmiotu, wyd. UWr, Wrocław 1983.
- Bibliotekarstwo II Rzeczypospolitej : zarys problemów organizacyjnych i badawczych, wyd. SBP, Warszawa 2007.